# Słoboda (sielsowiet Łoszany)
Słoboda (biał. Слабада, ros. Слобода) – wieś na Białorusi, w obwodzie mińskim, w rejonie mińskim, w sielsowiecie Łoszany.